# Let It Be (película)
Let It Be es una película documental de 1970 sobre The Beatles. Originalmente el documental sería titulado Get Back. Este debía tratarse de los trabajos habituales del grupo a la hora de componer canciones; sin embargo, en este filme puede apreciarse a simple vista las diferencias que existían en el grupo, y el ambiente tenso en el que trabajaban. La película ganó un Oscar a la Mejor banda sonora, pero ningún integrante del conjunto lo fue a recibir en la ceremonia. Quincy Jones, quien dirigía la orquesta de la entrega de premios, lo hizo en su nombre.
Se filmó durante todo el mes de enero de 1969. Cuando se terminó de grabar los Beatles no querían saber nada sobre esta película, pero los ejecutivos de Apple Corps les exigieron que terminaran la película ya que les había costado mucho dinero para producirla. La banda sonora ya había sido grabada con la película, entonces Phil Spector fue escogido para realizar la mezcla, y que añadiera o quitara lo necesario. En esta película se le puede ver a Paul más metido en el papel de líder del grupo, a John Lennon muy atado a Yoko, también es visible que George se molestaba cuando Paul le decía como tocar la guitarra.
En total se filmaron aproximadamente noventa y seis horas para esta película, fueron seleccionados ochenta minutos para el corte final.
Más de 50 años después del estreno de la película en 1970, se publica en Disney +, totalmente remasterizada y en mejor calidad,una restauración de la mano del equipo del director Peter Jackson utilizando la tecnología que fue previamente usada en su documental The Beatles: Get Back.

## Sinopsis
La película se atiene a los cuatro Beatles (John Lennon, Paul McCartney, George Harrison y Ringo Starr) visto de modo Fly on the Wall, sin narración, los títulos de escena, o entrevistas con los temas principales. La primera parte de la película muestra a la banda ensayando en un escenario de sonido de Twickenham Film Studios. Las canciones son obras en curso, con discusiones entre sí acerca de las formas de mejorarlas. En un punto, McCartney y Harrison tienen un intercambio incómodo, en el que McCartney sostiene que "Two of Us" puede sonar mejor sin riffs de guitarra de Harrison, a lo que éste respondió: "voy a tocar lo que tú quieras que toque, o no voy a tocar si no quieres. Sea lo que sea lo haré". También aparece Mal Evans, proporcionando los golpes de martillo en "Maxwell's Silver Hammer", y Yoko Ono, bailando con Lennon durante la canción "I Me Mine". 
A continuación The Beatles se muestran individualmente como llegan a la sede de Apple, en el que comienzan el proceso de grabación de estudio con el canto de Harrison "For You Blue", mientras que Lennon toca la guitarra slide. Starr y Harrison se muestran trabajando sobre la estructura de "Octopus's Garden", y luego demostrado por George Martin. Billy Preston acompaña a la banda en versiones improvisadas de rock and roll, así como de Lennon en "Dig It", mientras que la hija de Linda Eastman, Heather, desempeña en el estudio. Lennon es mostrado escuchando desinteresadamente cómo McCartney expresa su preocupación por la inclinación de la banda a permanecer confinado al estudio de grabación. The Beatles concluyeron su trabajo de estudio con la actuación completa de "Two of Us", "The Long and Winding Road", y "Let It Be". 
Para la parte final de la película, The Beatles y Preston dan un concierto sin previo aviso en la azotea del estudio. Realizan "Get Back", "Don't Let Me Down", "I've Got a Feeling", "One After 909" y "Dig a Pony", alternan con las reacciones y comentarios de los londinenses sorprendidos en las calles. La policía finalmente hace su camino hacia el techo y tratan de llevar el espectáculo a su fin. En respuesta a los aplausos de la gente en la azotea después de la última canción, mientras Paul McCartney simplemente se limita a dar las gracias, John Lennon bromea: "Me gustaría decir gracias en nombre del grupo y de nosotros mismos, y espero que hayamos pasado la audición". El público asistente inmediatamente reacciona a la broma con risas; posteriormente, esa parte final, quedó plasmada al final de la canción Get Back, que fue adaptada en el álbum de 1970: Let It Be.

## Producción

### Concepto
Después de las sesiones de estrés para el álbum The Beatles (The White Album) que concluyó en octubre de 1968, McCartney llegó a la conclusión de que el grupo necesitaba volver a sus raíces para su próximo proyecto. El plan era dar una presentación en vivo con canciones nuevas, como una emisión especial de televisión y grabarlas para lanzarlo como un álbum. A diferencia de sus álbumes más recientes, su nuevo material sería diseñado para trabajar bien en concierto, sin el beneficio de doblajes o trucos de grabación.
Muchas ideas flotaban sobre la ubicación del concierto. Lugares convencionales como el Roundhouse de Londres fueron discutidos, pero también se consideraron lugares más inusuales como un molino de harina en desuso y un trasatlántico. El lugar al que recibió la mayoría de consideración fue un anfiteatro romano en el norte de África. Ninguna de las ideas obtuvo el entusiasmo unánime, y con tiempo limitado por el compromiso próximo de Starr a la película The Magic Christian, se acordó iniciar los ensayos, sin una decisión firme sobre la ubicación del concierto.
Denis O'Dell, director de la división de cine de Apple, sugirió filmar los ensayos en 16 mm para su uso como por separado "The Beatles en trabajo", documental de la televisión a fin de complementar la difusión de conciertos. Para facilitar el rodaje, los ensayos tendrán lugar en Twickenham Film Studios en Londres. Michael Lindsay-Hogg fue contratado como director, después de haber trabajado anteriormente con The Beatles en las películas de promoción de "Paperback Writer"/"Rain", "Hey Jude", y "Revolution". 

## Canciones de la películaLet It Be
Todas las canciones escritas por Lennon/McCartney, excepto donde se indica.

### En Twickenham Film Studios
- 1. «Adagio For Strings»
- 2. «Don't Let Me Down»
- 3. «Maxwell's Silver Hammer»
- 4. «Two of Us»
- 5. «I've Got a Feeling» (1)
- 6. «I've Got a Feeling» (2)
- 7. «Oh! Darling»
- 8. «One After 909»
- 9. «Jazz Piano Song» (McCartney/Starr)
- 10. «Two of Us»
- 11. «Across the Universe»
- 12. «Dig a Pony»
- 13. «Suzy Parker» (Lennon/McCartney/Harrison/Starr)
- 14. «I Me Mine» (Harrison)

### En el estudio de Apple
- 15. «For You Blue» (Harrison)
- 16. «Bésame Mucho» (Consuelo Velázquez/Sunny Skylar)
- 17. «Octopus's Garden» (1) (Starr)
- 18. «Octopus's Garden» (2) (Con Billy Preston)
- 19. «You Really Got a Hold on Me» (Smokey Robinson)
- 20. «The Long and Winding Road»
- 21. «Shake, Rattle and Roll» (Jesse Stone)
- 22. Popurrí/Cierre: «Kansas City»/«Miss Ann»/«Lawdy Miss Clawdy»
- 23. «Dig It»
- 24. «Two Of Us»
- 25. «Let It Be»
- 26. «The Long and Winding Road»

### El concierto en la azotea
- 27. Get Back
- 28. Don't Let Me Down
- 29. I've Got a Feeling
- 30. One After 909
- 31. Dig a Pony
- 32. Get Back

## Premios

### Premios Óscar
| Año  | Categoría          | Persona     | Resultado |
| ---- | ------------------ | ----------- | --------- |
| 1970 | Mejor banda sonora | The Beatles | Ganador   |